# Ètica de la intel·ligència artificial
L'ètica de la intel·ligència artificial és la branca de la tecnoètica que s'ocupa dels robots i altres éssers dotats d'intel·ligència artificial. Es pot dividir en roboètica, que té a veure amb el comportament dels éssers humans que dissenyen, construeixen, utilitzen i tracten amb éssers dotats d'intel·ligència artificial, i ètica de les màquines, que s'interessa pel comportament moral dels agents morals artificials (AMA). Pel que fa a les intel·ligències artificials generals (IAG), s'ha començat a treballar en metodologies per integrar-les en el marc jurídic i social existent, que se centren en la condició jurídica de les IAG i els seus drets.

## Roboètica
La roboètica s'interessa pel comportament dels éssers humans que dissenyen, construeixen, utilitzen i tracten amb éssers dotats d'intel·ligència artificial. Estudia com es poden fer servir els éssers dotats d'intel·ligència artificial per beneficiar o fer mal als éssers humans.

### Drets dels robots
El concepte de «drets dels robots» parteix de la idea que les persones tenen obligacions morals envers les seves màquines, de manera semblant als drets humans o drets dels animals. S'ha suggerit que els drets dels robots, com ara el dret a existir i complir la seva missió, es podrien vincular al deure dels robots de servir els humans, de la mateixa manera que els humans tenen drets i deures en la seva societat. Aquests drets inclouen el dret a la vida, el dret a la llibertat, la llibertat de pensament i d'expressió i la igualtat davant de la llei. El tema ha estat estudiat per l'Institute for the Future i el Departament de Comerç i Indústria del Regne Unit.
Els experts encara no s'han posat d'acord sobre l'horitzó en el qual seran necessàries lleis concretes i detallades al respecte. Ray Kurzweil ha vaticinat que el 2029 ja podria haver-hi els primers robots prou avançats, mentre que un grup de científics reunits el 2007 creien que encara havien de passar com a mínim 50 anys per arribar a aquest punt.
Les bases de l'edició del 2003 del Premi Loebner preveien la possibilitat que els robots tinguin drets algun dia:
| « | 61. En cas que, algun any, un [Programa] Candidat de codi obert disponible públicament presentat per la Universitat de Surrey o el Centre de Cambridge guanyés la Medalla de Plata o la Medalla d'Or, la Medalla i el Premi Monetari s'atorgaran a l'entitat responsable del desenvolupament del [Programa] Candidat en qüestió. En cas que no es pogués identificar aquesta entitat o en cas de desacord entre dos o més reclamants, la Medalla i el Premi Monetari es mantindran en fideïcomís fins que el [Programa] Candidat obtingui el dret de posseir la Medalla i el Premi Monetari per dret propi als Estats Units o al lloc en el qual se celebri el concurs. | » |
| — | |   |

L'octubre del 2017, a la ginoide Sophia li fou concedida la ciutadania d'honor de l'Aràbia Saudita, tot i que alguns observadors ho veieren més com un truc publicitari que com un reconeixement legal significatiu. D'altres ho veieren com un insult descarat als drets humans i l'imperi de la llei.
La filosofia de la sensibilitat estableix que tots els éssers dotats de sensibilitat (principalment els éssers humans i la majoria d'animals no humans) mereixen un cert grau de consideració moral. Si altres formes d'intel·ligència que encara no s'han descobert, com ara vida extraterrestre o intel·ligència artificial, resulten estar dotades de sensibilitat, aleshores han de ser tractades amb compassió i tenir drets.

## Ètica de les màquines
L'ètica de les màquines (o moralitat de les màquines) és el camp de recerca que tracta dels agents morals artificials (AMA), és a dir, els robots o ordinadors dotats d'intel·ligència artificial que es comporten de manera moral. Per tenir en compte la naturalesa d'aquests agents, s'ha proposat tenir en consideració diverses idees filosòfiques, com ara les descripcions habituals de l'agència, l'agència racional, l'agència moral i l'agència artificial, que estan relacionades amb el concepte dels AMA.
A la dècada del 1950, Isaac Asimov analitzà la qüestió en Jo, robot, una sèrie d'històries curtes. Per insistència del seu editor, John W. Campbell Jr., proposà les tres lleis de la robòtica com a fonament dels sistemes dotats d'intel·ligència artificial. Gran part de la seva obra restant se centrà a posar a prova els límits de les tres lleis per determinar on podrien fallar o desembocar en comportaments paradoxals o inesperats. El treball d'Asimov suggereix que no hi ha cap conjunt de lleis fixes que pugui anticipar tots els possibles escenaris de manera eficaç.
El 2009, en un experiment dut a terme al Laboratori de Sistemes Intel·ligents de l'Escola Politècnica Federal de Lausana (Suïssa), uns robots que havien estat programats per col·laborar (per trobar un recurs beneficiós i evitar-ne un de tòxic) acabaren aprenent a mentir-se els uns als altres en un intent d'acumular el recurs beneficiós.